# 孕女 〜俺はこの学園で復讐を成し遂げる〜
『孕女 〜俺はこの学園で復讐を成し遂げる〜』（はらめ おれはこのがくえんでふくしゅうをなしとげる）は、TinkerBellが2007年11月22日に発売したアダルトゲーム。

## ストーリー
主人公・六条文也は裕福な家庭に生まれ育ったが、両親が佐田豪蔵に財産を騙し取られ一家は離散。父・母とも非業の最期を遂げ、文也は自分から全てを奪った豪蔵への復讐心を胸に苦労を重ねながら教員免許を取得する。
そんなある日、文也は大学院の教授に紹介される形で、豪蔵が運営する園に赴任するが文也は豪蔵に対する積年の恨みを晴らすべく復讐を決意するが、その手段は妻・娘・義妹・その他の豪蔵に連なる女性たちを陵辱し、その胎内に自分の子を宿させて豪蔵との関係を破壊することであった。

## 登場人物
六条 文也（ろくじょう ふみや）
主人公。自分の家庭を崩壊させた佐田豪蔵が理事長を務める学園へ赴任し、普段は平静を装いながらも豪蔵に連なる女性たちを陵辱することで豪蔵に対する復讐を遂げようとする。
佐田 豪蔵（さだ ごうぞう）
学園理事長。かつて、文也の両親から財産を騙し取ったのを始め汚い手段で現在の地位を手にするが対外的には名士として知られている。文也が自分に財産を騙し取られた夫妻の子であることには気付いていないらしい。

### 豪蔵を取り巻く女性たち
佐田 裕香（さだ ゆうか）
声：森川陽子
豪蔵の妻。良家の令嬢として育ち、おっとりした性格で無防備なところがある。
長浜 美津（ながはま みつ）
声：志方馨
教頭。豪蔵の従姉妹で、プライドが高く常に世間体を気にしており上下関係に厳しい。
横川 紀子（よこかわ のりこ）
声：比未子
PTA会長。豪蔵の弟で横川家の婿養子となった俊介の妻で、夫婦仲は良好。
東屋 照代（あずまや てるよ）
声：酒井たから
保健医。穏やかで他人の恨みを買うような性格ではないが、美津との関係を目撃されたことから口封じのために隷属を強いられる。
佐田 葵（さだ あおい）
声：天天
豪蔵・裕香夫妻の一人娘。水泳部所属。
横川 梓（よこかわ あずさ）
声：あさり☆
紀子の娘で、双子の姉だが性格は妹の聖とは対照的に活発。葵と仲がよい。陸上部所属。
横川 聖（よこかわ ひじり）
声：あさり☆
紀子の娘で、双子の妹。性格は姉の梓と正反対で、内向的かつ腹黒い。
沢辺 夕実（さわべ ゆみ）
声：天川なぎ
テニス部員。幼少から苦労が多いが、テニスの才能を評価され学園に入れてもらえた経緯から豪蔵に感謝している。

### その他の人物
境 増夫（さかい ますお）
事務員。複数の学園を転々としながら覗きや盗撮を繰り返している。文也とは利害の一致から協力関係を築いている。
横川 俊介（よこかわ しゅんすけ）
豪蔵の弟で、紀子の夫（婿養子）。兄とは対照的に実直な好青年だが、優柔不断。

## スタッフ
- 原画・キャラクターデザイン：深泥正
- シナリオ：薩摩守・西村悠一・小峰久生